# Вяземский, Константин Михайлович
Константи́н Миха́йлович Вя́земский (18 марта 1901 года, с. Сараи, Сапожковский уезд, Рязанская губерния — 11 июня 1981 года, Москва) — советский военачальник, генерал-майор (1959 год), кандидат военных наук (12 января 1955).

## Начальная биография
Константин Михайлович Вяземский родился 18 марта 1901 года в селе Сараи, ныне пгт Сараевского района Рязанской области.
Работал счетоводом в союзе потребительских обществ на станции Куликово Поле (Рязано-Уральская железная дорога).

## Военная служба

### Гражданская война
3 марта 1920 года призван в ряды РККА и направлен в 4-й запасной стрелковый полк, дислоцированный в Твери. 12 июня зачислен на учёбу в полковую школу в том же полку и в период с июня по декабрь в составе отряда, сформированного из курсантов школы, принимал участие в ликвидации бандформирований на территории Псковской и Тверской губернии. В феврале 1921 года после окончания школы был оставлен в полку писарем, июне переведён на ту же должность в штаб 107-го стрелкового полка, в ноябре — в штаб 143-й бригады в составе 48-й стрелковой дивизии, дислоцированной в Москве, в июне 1922 года — в штаб 2-го стрелкового корпуса, а в январе 1923 года — на должность делопроизводителя оперативной части штаба этого же корпуса.

### Межвоенное время
В декабре 1923 года направлен в штаб 34-й стрелковой дивизии (Приволжский военный округ), дислоцированной в Самаре, где служил на должностях помощника начальника административно-хозяйственной части, помощника начальника мобилизационной части, старшего делопроизводителя строевого отделения, а с января 1925 года — командира парка 34-го артиллерийского полка.
В августе 1926 года направлен на учёбу в Московскую пехотную школу имени М. Ю. Ашенбреннера, где одновременно с этим с ноября того же года был командиром отделения курсантов. После окончания школы в сентябре 1927 года направлен в 133-й стрелковый полк (45-я стрелковая дивизия, Украинский военный округ), дислоцированный в Киеве, где служил на должностях командира пулемётного взвода, квартирмейстера, начальника хозяйственного довольствия полка, начальника штаба учебного батальона и командира батальона.
С сентября 1932 года служил в 43-м стрелковом полку (15-я стрелковая дивизия) на должностях начальника штаба батальона и помощника начальника штаба полка. В январе 1935 года переведён на должность помощника начальника штаба, а в январе 1939 года — на должность начальника штаба 47-го стрелкового полка в составе той же 15-й стрелковой дивизии.
В сентябре 1939 года К. М. Вяземский назначен на должность начальника 1-го (оперативного) отделения штаба 124-й отдельной стрелковой бригады (Киевский военный округ), дислоцированной в Житомире, а в апреле 1940 года — на должность помощника начальника учебного отдела Новоград-Волынского пехотного училища.

### Великая Отечественная война
С началом войны находился на прежней должности.
В октябре 1941 года майор К. М. Вяземский назначен на должность начальника штаба 31-й стрелковой бригады, которая с января 1942 года принимала участие в боевых действиях на великолукском направлении в ходе Торопецко-Холмской наступательной операции.
В мае 1942 года переведён в штаб 3-й ударной армии, где назначен на должность старшего помощника начальника оперативного отдела по изучению опыта войны, а в сентябре — на должность заместителя начальника оперативного отдела, принимал участие в ходе Великолукской наступательной операции.
В январе 1943 года назначен на должность начальника штаба 19-й гвардейской стрелковой дивизии, которая принимала участие в освобождении города Великие Луки и затем — в боевых действиях в ходе Смоленской, Духовщинско-Демидовской, Витебско-Оршанской, Мемельской, Кёнигсбергской и Земландской наступательных операций. В период с 9 по 14 июля 1943 года и с 4 по 17 марта 1944 года исполнял должность командира этой же дивизии.
В марте 1945 года полковник К. М. Вяземский направлен на учёбу на ускоренный курс Высшей военной академии имени К. Е. Ворошилова.

### Послевоенная карьера
В январе 1946 года окончил ускоренный курс и направлен в Военную академию имени М. В. Фрунзе, где назначен на должность преподавателя кафедры службы штабов, в октябре того же года — на должность старшего преподавателя по оперативно-тактической подготовке и руководителя учебной группы курсов усовершенствования командиров стрелковых дивизий. В 1948 году окончил заочный факультет Военной академии имени М. В. Фрунзе, после чего продолжил работать на прежней должности. В октябре 1949 года назначен старшим преподавателем кафедры общей тактики, а в июле 1951 года — на эту же должность на кафедре тактики высших соединений.
21 сентября 1953 года полковник К. М. Вяземский был прикомандирован к адъюнктуре академии. В январе 1955 года защитил диссертацию по теме «Наступление стрелкового корпуса на второстепенном направлении» с присвоением учёной степени «Кандидат военных наук» и в ноябре того же года назначен старшим преподавателем кафедры оперативно-тактической подготовки.
Генерал-майор Константин Михайлович Вяземский 1 ноября 1960 года вышел в запас. 
Умер 11 июня 1981 года в Москве.

## Награды
- Орден Ленина (30.04.1945);
- Четыре ордена Красного Знамени (23.03.1943, 03.11.1944, 19.12.1944, 15.11.1950);
- Орден Кутузова 2 степени (04.07.1944);
- Орден Отечественной войны 1 степени (02.10.1943);
- Медали.
- Почётный гражданин Руднянского района Смоленской области.